# Пресса в Бурятии

Первая печатная газета в Бурятии «Кяхтинский листок»

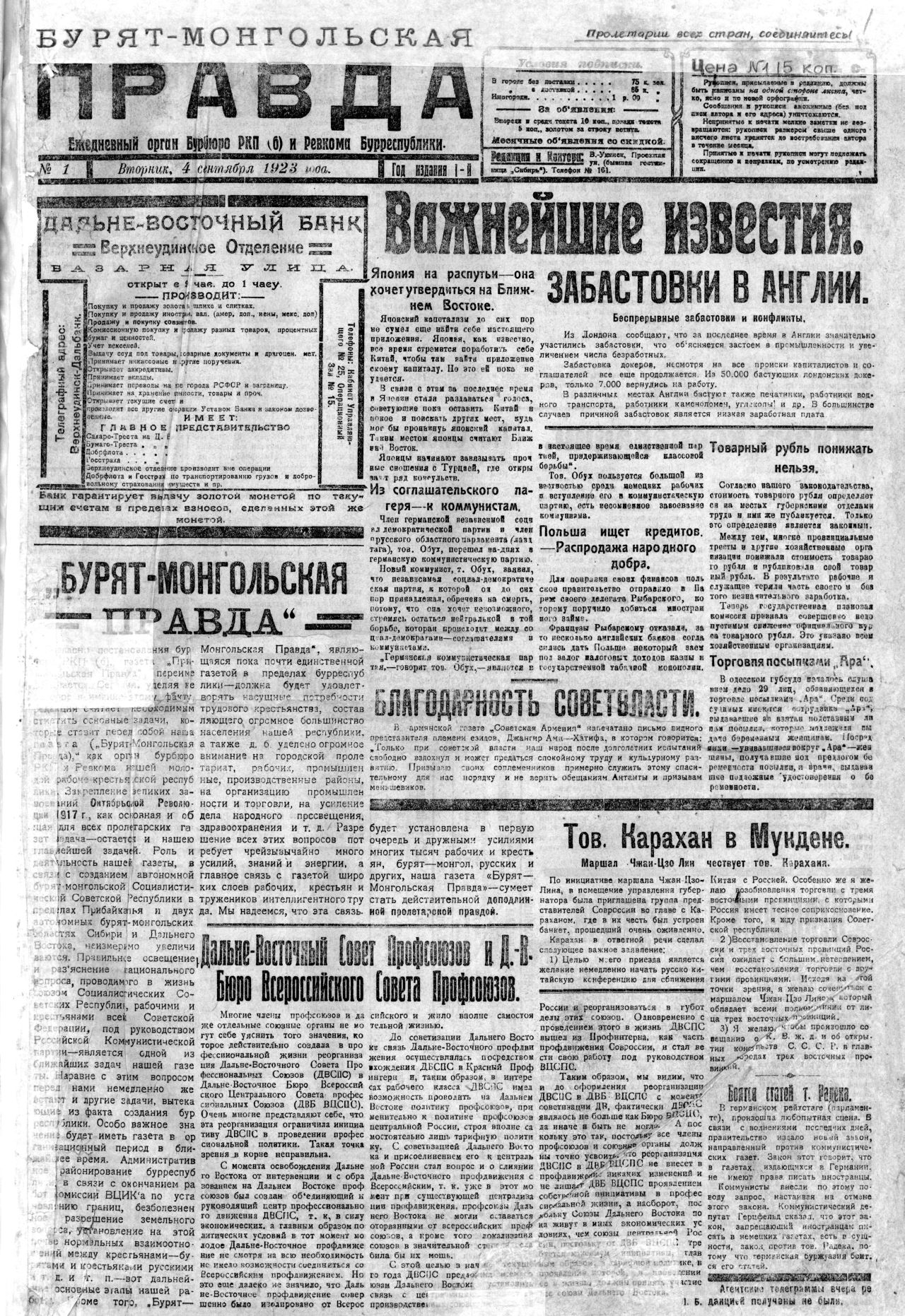
«Правда Бурятии»

## История

### Рукописные издания
В 1830-е годы верхнеудинский и кяхтинский врач Александр Иванович Орлов издавал рукописную  газету «Кяхтинская стрекоза» и журнал «Кяхтинский литературный цветник», в которых помещал произведения декабристов. Известно, что в этой газете публиковали свои произведения декабристы М. А. Бестужев, В. Л. Давыдов и др. «Кяхтинская стрекоза» выпускалась тиражом от 20 до 60 экземпляров, начиная с 1829 года. Выпуск «Кяхтинской стрекозы» прекратился в 1833 году. В 1917 году ученицы женской гимназии Верхнеудинска издавали рукописный журнал "Проблески". Второй номер журнала, заполненный стихами и рассказами гимназисток, находились у авторов этих строк, а сейчас не ясно сколько вышло номеров журнала                                                                                                         и каково их содержание.

### Печатные издания
Первая печатная газета на русском языке в Бурятии — «Кяхтинский листок» — вышла 3 (15) мая 1862 года в Кяхте. С 1 июня 1897 года по 1906 (?) в Кяхте стала выходить частная газета «Байкал», которую издавал И. В. Багашев. В январе 1905 г. начала издаваться газета "Верхнеудинский листок" под редакцией народовольца Л. Ф. Мирского, за статьи революцеонного характера газета была закрыта через год. В 1906 г. -начало издания газеты "Забайкалье". 
После февральской революции в 1917 году Центральный общебурятский национальный комитет и Забайкальский кооперативный союз издавали журнал «Кооперативное слово». 16 марта 1917 года начала издаваться газета "Известия Исполнительного комитета общественных организаций и совета рабочих и солдатских депутатов города Верхнеудинска".
В июне — августе 1918 года в Верхнеудинске издавались газеты: «Вестник Советов Прибайкалья» и орган ЦИК Советов Сибири «Центросибирь». 29 февраля 1920 года в Тарбагатае начала издаваться газета «Известия ЦИКа Советов Прибайкалья». После создания Дальне-Восточной республики в Верхнеудинске издавались газеты: «Рабочий и крестьянин Прибайкалья», «Дальне-Восточная Правда» (орган Дальбюро РКП(б)), «Известия Политотдела», «Красный вестник», «Народоармеец», «Боец». Правительство ДВР издавало газету «Дальне-Восточная республика». Непродолжительное время издавались газеты: «Соха и Молот» в Троицкосавске и «Известия Троицкосавского Ревкома». После переноса столицы ДВР в Читу количество издаваемых газет сократилось. Выпускалась одна газета, которая последовательно называлась: «Прибайкалье», «Красное Прибайкалье», «Прибайкальская Правда».
Первая бурятская газета «Шэнэ байдал» («Новая жизнь») вышла в Чите 20 января 1921 года (в настоящее время газета "Буряад Унэн"). В 1922 году в Иркутске вышел первый номер газеты «Красный бурят-монгол» на русском языке.
После образования в 1923 году автономной республики было создано Бурятское книжное издательство, начали издаваться газеты: «Бурят-Монгольская правда» (на русском языке), «Бурят-Монголой унэн» (на бурятском языке).
В июле 1924 года в Верхнеудинске начал издаваться журнал «Жизнь Бурятии».
С 16 февраля 1924 начала выходить газета «Бурятский комсомолец» (позднее «Молодёжь Бурятии»).
В конце первой пятилетки ЦК ВКП(б) принял ряд постановлений: «О реорганизации газет в связи с ликвидацией округов», «О сельской районной и низовой печати» и др. На основании этих постановлений в 1930 году в Бурятии появилась первая районная газета «Баргузинская правда». К концу второй пятилетки районные газеты издавались во всех аймаках республики.
В 1930-е годы в Бурятии началось крупное индустриальное строительство. При заводах были созданы заводские многотиражные газеты.
В начале 1930-х годов журнальная периодика значительно расширилась новыми изданиями, однако из-за нехватки бумаги, стихийного характера их издания и отсутствия подготовленных кадров количество журналов было резко сокращено. К концу второй пятилетки практически не издавалось ни одного журнала.
В августе 1941 года на основании постановлений правительства СССР ежедневные республиканские газеты стали выходить 3 раза в неделю, был сокращён их формат. Было приостановлено издание газет «Костер» и «Бурят-Монгольский комсомолец» и созданы соответствующие отделы в газете «Бурят-Монгольская правда». В 1941 году также были перестроены аймачные газеты, произошло значительное сокращение численности штата республиканских и районных газет.
В 1955 году начал издаваться на русском и бурятском языке литературно-художественный журнал «Байкал».
В 1969 году выходили 3 республиканские газеты, 17 аймачных (районных) газет, общим тиражом более 40 млн экземпляров; издавались 15 журналов общим тиражом 220 тыс. экземпляров.
По данным Управления Роскомнадзора по Бурятии, по состоянию на 30 сентября 2011 года в Бурятии состоит на учёте 265 средств массовой информации. В том числе: печатных СМИ — 160 (100 газет, 56 журналов, 1 бюллетень, 3 сборника), электронных СМИ — 105 (46 телепрограмм, 46 радиопрограмм, 2 аудиопрограммы, 2 электронных периодических издания). Также на учёте состоят 9 информационных агентств.

### Радиовещание и телевещание
Радиовещание на бурятском языке ведётся с 1934 года. В 1961 году начал работать телецентр в Улан-Удэ. С 1967 года ретранслируются московские телепрограммы через наземную приёмную станцию «Орбита».

## Газеты и журналы
Газеты:
- Аргументы и факты в Бурятии
- Буряад үнэн
- Бурятия
- Бурятия 7
- Информ Полис
- Молодёжь Бурятии
- Московский комсомолец в Бурятии
- Новая Бурятия
- Номер один
- Пятница
- Спорт Тамир
- Традиция
- Центральная газета
- TVдубль

Журналы:
- Tartaria
- Автомания
- Байкал
- Библиопанорама
- Итоги
- Мир Байкала
- Пилюля
- Сельская жизнь в Бурятии
- Ушкан

Рекламно-информационные газеты:
- Всё для Вас
- Из рук в руки
- Индустрия Бурятии
- Окна Бурятии
- Толстяк
- Улан-Удэ реклама

## Справочники
- Деловая Бурятия
- Деловой справочник "Жизнь Бурятии"

## Телевидение и радио
Телеканалы:
- Тивиком
- Ариг Ус
- Телерадиокомпания «Бурятия»

Радиостанции:
- Buryad.FM
- Авторадио
- Европа Плюс
- Радио Мир
- Радио ПУЛЬС ДЖИДЫ
- Радио Сибирь
- Русское радио
- Эхо Москвы
- Юмор FM
- Баргузин FM

## Информационные агентства
- Байкал-Дэйли
- Восток-Телеинформ
- Байкал Медиа Консалтинг

## Интернет-СМИ
- Интернет-газета Бурятии Архивная копия от 13 января 2013 на Wayback Machine
- Baikal-daily.ru Архивная копия от 13 мая 2012 на Wayback Machine
- Infpol.ru Архивная копия от 17 мая 2012 на Wayback Machine
- tUday.ru Архивная копия от 2 апреля 2022 на Wayback Machine
- Newbur.ru Архивная копия от 5 мая 2012 на Wayback Machine
- Dzhida.com — новости Джидинского района Архивная копия от 14 января 2013 на Wayback Machine
- Tunkarb.ru — новости Тункинского района Архивная копия от 3 ноября 2014 на Wayback Machine
- Kabansk-info — новости Кабанского района Архивная копия от 1 января 2019 на Wayback Machine
- tv-dubl.ru - Все новости Джидинского района Архивная копия от 22 февраля 2013 на Wayback Machine

## Блоги о Бурятии
- Baikal-Buryatia — блог в фотографиях о людях, живущих на берегах священного Байкала, в солнечной Бурятии Архивная копия от 18 марта 2013 на Wayback Machine

## Пресса в районах Бурятии

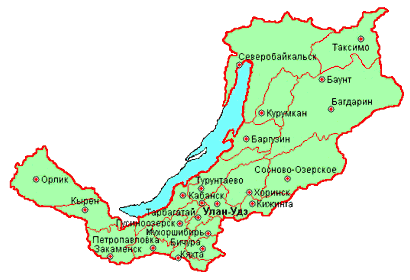
Административная карта Бурятии

| №  | Муниципальный район Бурятии               | СМИ                                              |
| -- | ----------------------------------------- | ------------------------------------------------ |
| 1  | Баргузинский район, п. Баргузин           | Баргузинская правда                              |
| 2  | Баунтовский район, п. Багдарин            | Витимские зори                                   |
| 3  | Бичурский район, с. Бичура                | Бичурский хлебороб                               |
| 4  | Джидинский район, с. Петропавловка        | Джидинская правда, TV дубль                      |
| 5  | Еравнинский район, п. Сосново-Озерское    | Ярууна                                           |
| 6  | Заиграевский район, с. Заиграево          | Вперед                                           |
| 7  | Закаменский район, г. Закаменск           | Вести Закамны                                    |
| 8  | Иволгинский район, с. Иволгинск           | Жизнь Иволги                                     |
| 9  | Кабанский район, c. Кабанск               | Байкальские огни, Кабанский диалог, Кабанск-Инфо |
| 10 | Кижингинский район, с. Кижинга            | Долина Кижинги                                   |
| 11 | Курумканский район, п. Курумкан           | Огни Курумкана                                   |
| 12 | Кяхтинский район, г. Кяхта                | Кяхтинские вести                                 |
| 13 | Муйский район, п. Таксимо                 | Муйская новь                                     |
| 14 | Мухоршибирский район, с. Мухоршибирь      | Земля Мухоршибирская                             |
| 15 | Окинский район, с. Орлик                  | Аха                                              |
| 16 | Прибайкальский район, с. Турунтаево       | Прибайкалец                                      |
| 17 | Северо-Байкальский район, п. Нижнеангарск | Байкальский меридиан                             |
| 18 | Селенгинский район, г. Гусиноозерск       | Селенга                                          |
| 19 | Тарбагатайский район, с. Тарбагатай       | Тарбагатайская нива                              |
| 20 | Тункинский район, п. Кырен                | Саяны, Аршан, Tunkarb.ru                         |
| 21 | Хоринский район, п. Хоринск               | Удинская новь                                    |
| 22 | г. Северобайкальск                        | Северный Байкал                                  |